# 下田岺易
下田 岺易（しもだ れい、10月6日 - ）は、日本の女性声優。賢プロダクション所属。埼玉県さいたま市出身。日本俳優連合会員。旧芸名は下田 レイ（読み同じ）。

## 略歴
2005年のスクールデュオ7期生。
シンガーになろうと思い立ち表現力を育てたく芝居を齧ってみたところ、野村道子に拾われあっという間に芝居の虜になる。
2023年6月1日付で芸名を下田レイから下田岺易に改名。

## 人物
音域はB2からE6。
特技はホイッスルボイス。趣味は歌唱（ヘヴィメタル・ハードロック・ポップス・R&B・昭和歌謡、他）、チェロ（初心者）、深夜ラジオ、建物探訪、脳内物件建設、インテリア配置妄想。

## 出演
太字はメインキャラクター。

### テレビアニメ
2011年
- THE IDOLM@STER（子供1）
- 世界一初恋2（政宗の母）
- たまごっち!（2011年 - 2014年、あねもりりっち、くいしんぼっち）- 2シリーズ
- ダンボール戦機（2011年 - 2012年、森上ケイタ、出場者）- 2シリーズ
- ルパン三世 血の刻印 〜永遠のMermaid〜（子供A）

2012年
- 黒子のバスケ（小金井の姉）
- ちはやふる（係員）
- バトルスピリッツ 覇王（カードバトラーA）

2013年
- 革命機ヴァルヴレイヴ（女性のマギウス）
- ガンダムビルドファイターズ（女将）
- 進撃の巨人（女性兵士）

2014年
- パックワールド（スフィーリア）
- ポケットモンスター XY（マダム・カトリーヌ）
- 妖怪ウォッチ（秘書、女将）

2015年
- コンクリート・レボルティオ〜超人幻想〜（ダイヤイーターリーダー）

2016年
- アイカツスターズ!（2016年 - 2018年、幸本薫）- 2シリーズ

2017年
- ドラえもん（テレビ朝日版第2期）（男の子②）
- シルバニアファミリー ミニストーリー（2017年 - 2020年、クマの男の子 / クマくん、メイプルネコのお母さん、ピアーズくん）- 4シリーズ

2018年
- ラーメン大好き小泉さん（テレビ音声）

2020年
- ふしぎ駄菓子屋 銭天堂（2020年 - 2023年、客、のんの母）
- まえせつ!（男爵邸けいこおばちゃん〈実はいい人〉、店員、観客の女性、ホテル係員、MC）

### 劇場アニメ
- 手塚治虫のブッダ -赤い砂漠よ!美しく-（2011年）
- friends もののけ島のナキ（2011年、カマさん）

### ゲーム
2008年
- 剣と魔法と学園モノ。（ドワーフ〈男〉）

2009年
- 蒼天の彼方（黎明）

2011年
- ゼルダの伝説 スカイウォードソード（インパ）
- ファイナルファンタジー零式（フィールドボイス）

2012年
- League_of_Legends（セジュアニ）

2016年
- 名探偵ピカチュウ 〜新コンビ誕生〜（メイコ・オカモト）
- 猛獣たちとお姫様（魔女アデーレ）

2017年
- ゼルダの伝説 ブレス オブ ザ ワイルド （ウルボザ）
- ファイアーエムブレム Echoes もうひとりの英雄王（ソニア、幼少グレイ）
- ファイアーエムブレム ヒーローズ（2017年 - 2023年、ソニア、リムステラ）
- 猛獣たちとお姫様 〜in blossom〜（魔女アデーレ）
- Ever Oasis 精霊とタネビトの蜃気楼

2018年
- 名探偵ピカチュウ（メイコ・オカモト）

2019年
- WAR OF THE VISIONS ファイナルファンタジー ブレイブエクスヴィアス 幻影戦争（ソシア）

2020年
- ゼルダ無双 厄災の黙示録（ウルボザ）

2023年
- ゼルダの伝説 ティアーズ オブ ザ キングダム（雷の賢者）

### 吹き替え

#### 担当俳優
キャメロン・ボイス
- アルティメット・スパイダーマン（ルーク）
- うわさのツインズ リブとマディ（クラーグ（クレイグ））
- キャンプ・キキワカ（ルーク）
- ジェシー!（ルーク）
- 超ゲーマー伝説　ぼくらの裏ワザ青春白書（コナー）
- ディセンダント（カルロス）
  - ディセンダント2
  - ディセンダント　キケンな世界
  - ディセンダント3

#### 映画
- ある公爵夫人の生涯（アウグスタス）
- アンストッパブル（マヤ）
- インベージョン（アンディ）
- ウィッカーマン（ウェイトレス）
- 英国王のスピーチ（ウォリス・シンプソン〈イヴ・ベスト〉）
- かえるくんとマックス（イェッサ）
- カサンドロ リング上のドラァグクイーン（サブリナ〈ロバータ・コリンドレス〉）
- 哀しき獣
- きんきゅうしゅつどう隊 OSO（ブリアナ）
- 禁断の関係〜愛と憎しみのブーケ〜（モニーク）
- グレッグのダメ日記（コリン）
- クリムゾン・フォース（マーラ）
- クロッシング（キム・ジュニ）
- ゲーム・オブ・デス（レイチェル〈アーンジャニューエリス〉）
- 恋のスラムダンク（サブリナ）
- The Confession -コンフェッション-
- サム・アセンブリー ティーンエイジャーCEO（パイパー・グレイ〈チャーリー・ストーウィック〉）
- ザ・ロード
- シティ・オブ・メン（ベテ）
- ショーツ　魔法の石大作戦（ブリンカー兄）
- 人生、ここにあり!（ミリアム）
- スカイ・キッズ（カイル〈ライリー・マクレンドン〉）
- ステイ・フレンズ
- スナイパー&ヒットマン（レイの息子）
- スリーピング ビューティー/禁断の悦び（ソフィー〈ミラー・フォークス〉）
- 奪命金（テレサ〈デニス・ホー〉）
- だれもがクジラを愛してる。（ネイサン）
- 小さな命が呼ぶとき（ジョン・クラウリー・Jr〈サム・H・ホール〉）
- デス・プルーフ in グラインドハウス（ラナ）
- 特捜部Qシリーズ（ローセ〈ヨハンネ・ルイズ・シュミット〉）
  - 特捜部Q Pからのメッセージ
  - 特捜部Q カルテ番号64
- ドラゴン・タトゥーな女 in パラノーマル・アクティビティ（アデル）
- トランジット（ケニー）
- ノトーリアスB.I.G（ビギー少年時代）
- バーディバディ
- バトルシップ
- ビースト・ストーカー/証人（クリス）
- ピーターラビット（カトンテール〈声：デイジー・リドリー〉[16]）※劇場公開版
  - ピーターラビット2/バーナバスの誘惑（カトンテール〈声：エイミー・ホーン〉[17]）
- ビバリーヒルズ・チワワ2（デルタ）
- フライトナイト/恐怖の夜
- ブリッツ（エリザベス・フォールズ〈ザウエ・アシュトン〉）
- ブローン・アパート（ゴルバニの息子）
- ぼくのエリ 200歳の少女（コンニ）
- ママ・ミラベルのムービータイム（マーリン）
- 密告・者
- メモリー・キーパーの娘（ケイ）
- メリー・ポピンズ リターンズ（ファーシング〈ノーマ・ドゥメズウェニ〉[18]）
- ヨギ & ブーブー わんぱく大作戦
- ローラーガールズ・ダイアリー（パシュ〈アリア・ショウカット〉）
- ロシアン・ルーレット（アイリーン・ハリソン）
- わすれた恋のはじめかた（カメラマン）

#### ドラマ
- iCarly
- ALPHAS/アルファズ（ニーナ・セロー〈ローラ・メネル〉）
- ギルモア・ガールズ
- THE KILLING/キリング（クレア）
- KING兄弟（ナンシー）
- クリミナル・マインド6（ツィア）
- クリミナル・マインド 特命捜査班レッドセル
- グレイズ・アナトミー7（ルーシー・フィールズ（レイチェル・テイラー））
- クローザー（シンディ）
- ザ・ホワイトハウス5（ミーシェル）
- サンクチュアリ（エリーズ）
- ジ・アメリカンズ
- CSI:科学捜査班14（少年スコッティ）
- CSI:ニューヨーク
  - シーズン6
  - シーズン7（マイケル少年）
  - シーズン8（ローレン）
- CSI:マイアミ9（シェリル）
- ジーク アンド ルーサー（スカンク、スパッツ）
- シークレット・サークル
- ジーン・シモンズのロック・スクール2（サマニ）
- シェキラ!（マーシー）
- スキャンダル 託された秘密（アンナ）
- スーパーナチュラル シーズン6（ベン〈ニコラス・エリア〉）
- スターゲイト アトランティス4（アニカ）
- タイニー・プリティ・シングス（ネヴェーア・ストロイヤー〈カイリー・ジェファーソン〉[19]）
- ディフェンダーズ 闘う弁護士
- Dr.HOUSE
  - シーズン5（ジャクソン〈ドミニク・スコット・ケイ〉）
  - シーズン6（リディア）
  - シーズン7（ダイアン）
- ドレイク&ジョシュ（リア）
- NUMBERS 天才数学者の事件ファイル（ニッキー・ベタンクール〈ソフィーナ・ブラウン〉）
- ねじれた疑惑（レイシー・ポーター〈カイル・バーンベリー/Kylie Bunbury〉）
- PERSON of INTEREST 犯罪予知ユニット（ダレン〈アストロ〉）
- ハーパーズ・アイランド 惨劇の島（ニッキー・ボルトン）
- バトルスター・ギャラクティカ3（マイロ）
- HAWAII FIVE-0（サンドリン）
- 反撃のレスキュー・ミッション
- 4400 未知からの生還者（アシュモア）
- プリズン・ブレイク2（ザック）
- プリズン・ブレイク4（リンカーンの少年時代）
- HERIX-黒い遺伝子-（アナナ〈ルシアナ・キャロ〉）
- 弁護士イーライのふしぎな日常（ブライアン、ドクター・リー）
- HOMELAND4（ミッチェル）
- ボストン・リーガル2（テレサ）
- ホワイトチャペル3 終わりなき殺意
- メル&ジョー 好きなのはあなたでしょ?
- 誘拐交渉人（キャリー・ヒース）
- ユーリカ 〜事件です!カーター保安官〜（ケヴィン）
- ライ・トゥ・ミー 嘘は真実を語る（ウォード）
- ライ・トゥ・ミー 嘘は真実を語る2（デビー）
- LAW & ORDER（オリベット博士）
- LAW & ORDER:LA（エヴリン・プライス〈レジーナ・ホール〉）
- LAW & ORDER:性犯罪特捜班（ソーニャ）
- 私はラブ・リーガル
  - シーズン1（ハロルド判事）
  - シーズン2（ベティ）
  - シーズン3（ラッド仲裁人）
  - シーズン4（アビー・リー・ミラー）
  - シーズン5（ロナ）

#### アニメ
- アルティメット・スパイダーマン（アマンダ）
- シーラとプリンセス戦士（エントラプタ）
- スポンジ・ボブ（P!NK）
- 長ぐつをはいたネコ
- 百妖譜（王小牛）

#### ボイスオーバー
- アニマルプラネット
- アプレンティス2 セレブたちのビジネス・バトル（ティオンヌ・Tボズ・ワトキンス）
- サッカーボールが運ぶ希望〜アフリカ〜
- UFC登竜門TUF（ロクサン・モダフェリ）
- ジャーナいリスト
- 瞬撮インパクター
- 世界がザワついた（秘）映像 ビートたけしの知らないニュース
- ディスカバリーチャンネル
- トリハダ（秘）スクープ映像100科ジテン
- ぼくらとおいでよ！ワールド・アドベンチャー（コーデュラ）
- マーサ・スチュワート・ショー（マリッサ・ウェップ）
- マーサ・スチュアート・リビング
- ヨハネスブルグ
- ワールド犯罪ミステリー

### ナレーション
- ディズニー・チャンネル 15周年記念 夢叶う!ディセンダントスペシャル
- ドトール店内ナレーション
- 横浜トヨペット ウェインズ

### シリーズ一覧
1. ↑  第1期（2011年）、第4期『GO-GO たまごっち!』（2014年）
2. ↑  第1期（2011年）、第2期『W』（2012年）
3. ↑  第1部（2016年）、第2部（2017年 - 2018年）
4. ↑  Season1（2017年）、Season2『アイビー』（2018年）、Season3『クローバー』（2019年）、Season4『ピオニー』（2020年）